# Argentina Open 2016
Argentina Open 2016 byl tenisový turnaj pořádaný jako součást mužského okruhu ATP World Tour, který se hrál v areálu Buenos Aires Lawn Tennis Clubu na otevřených antukových dvorcích. Konal se mezi 8. až 14. února 2016 v argentinském hlavním městě Buenos Aires jako devatenáctý ročník turnaje.
Turnaj s rozpočtem 598 865 dolarů patřil do kategorie ATP World Tour 250. Nejvýše nasazeným hráčem ve dvouhře a obhájcem titulu se stal pátý hráč světa Rafael Nadal ze Španělska. Jako poslední přímý účastník nastoupil do hlavní singlové soutěži 76. srbský hráč žebříčku Dušan Lajović.
Singlový titul získal Rakušan Dominic Thiem a deblovou soutěž vyhrála kolumbijská dvojice Juan Sebastián Cabal a Robert Farah, pro něž to byla pátá společná trofej na okruhu ATP Tour.

## Rozdělení bodů a finančních odměn

### Rozdělení bodů
| Soutěž  | vítězové | finalisté | semifinalisté | čtvrtfinalisté | 16 v kole | 32 v kole | Q  | Q3 | Q2 | Q1 |
| ------- | -------- | --------- | ------------- | -------------- | --------- | --------- | -- | -- | -- | -- |
| dvouhra | 250      | 150       | 90            | 45             | 20        | 0         | 12 | 6  | 0  | 0  |
| čtyřhra | 250      | 150       | 90            | 45             | 0         |           |    |    |    |    |

### Finanční odměny
| Soutěž                              | vítězové | finalisté | semifinalisté | čtvrtfinalisté | 16 v kole | 32 v kole |
| ----------------------------------- | -------- | --------- | ------------- | -------------- | --------- | --------- |
| dvouhra                             | $93 120  | $49 045   | $26 570       | $15 135        | $8 920    | $5 285    |
| čtyřhra                             | $28 290  | $14 870   | $8 060        | $4 610         | $2 700    |           |
| částka ve čtyřhře je uvedena na pár |          |           |               |                |           |           |

## Mužská dvouhra

### Nasazení
| Stát                         | Hráč                | ATP | Nasazení |
| ---------------------------- | ------------------- | --- | -------- |
| Španělsko                    | Rafael Nadal        | 5.  | 1.       |
| Španělsko                    | David Ferrer        | 6.  | 2.       |
| Francie                      | Jo-Wilfried Tsonga  | 9.  | 3.       |
| USA                          | John Isner          | 12. | 4.       |
| Rakousko                     | Dominic Thiem       | 19. | 5.       |
| Itálie                       | Fabio Fognini       | 24. | 6.       |
| Ukrajina                     | Alexandr Dolgopolov | 32. | 7.       |
| Uruguay                      | Pablo Cuevas        | 36. | 8.       |
| Žebříček ATP k 1. únoru 2016 |                     |     |          |

### Jiné formy účasti
Následující hráči obdrželi divokou kartu do hlavní soutěže:
- Fabio Fognini
- Rafael Nadal
- Renzo Olivo

Následující hráči postoupili z kvalifikace:
- Facundo Bagnis
- Marco Cecchinato
- Gastão Elias
- Albert Montañés

Následující hráč postoupil do hlavní soutěže jako tzv. šťastný poražený:
- Facundo Argüello

### Odhlášení
před zahájením turnaje
- Aljaž Bedene → nahradil jej Guido Pella
- Andreas Haider-Maurer → nahradil jej Nicolás Almagro
- Jack Sock → nahradil jej Daniel Muñoz de la Nava
- Fernando Verdasco → nahradil jej Facundo Argüello

## Mužská čtyřhra

### Nasazení
| Stát                                                                                  | Hráč                 | Stát      | Hráč           | ATP  | Nasazení |
| ------------------------------------------------------------------------------------- | -------------------- | --------- | -------------- | ---- | -------- |
| Kolumbie                                                                              | Juan-Sebastian Cabal | Kolumbie  | Robert Farah   | 51.  | 1.       |
| Argentina                                                                             | Máximo González      | Brazílie  | André Sá       | 98.  | 2.       |
| Španělsko                                                                             | David Marrero        | Německo   | Frank Moser    | 156. | 3.       |
| Argentina                                                                             | Guillermo Durán      | Argentina | Leonardo Mayer | 157. | 4.       |
| Žebříček ATP k 1. únoru 2016; číslo je součtem žebříčkového postavení obou členů páru |                      |           |                |      |          |

### Jiné formy účasti
Následující páry obdržely divokou kartu do hlavní soutěže:
- Facundo Argüello /  Facundo Bagnis
- Tomás Lipovsek Puches /  Manuel Peña López

## Přehled finále

### Mužská dvouhra
- Dominic Thiem vs.  Nicolás Almagro, 7–6(7–2), 3–6, 7–6(7–4)

### Mužská čtyřhra
- Juan Sebastián Cabal /  Robert Farah vs.  Iñigo Cervantes /  Paolo Lorenzi, 6–3, 6–0